# Liste der Monuments historiques in Lanques-sur-Rognon
Die Liste der Monuments historiques in Lanques-sur-Rognon führt die Monuments historiques in der französischen Gemeinde Lanques-sur-Rognon auf.

## Liste der Immobilien
| Bezeichnung    | Beschreibung                                                                         | Standort          | Kennzeichnung | Schutzstatus | Datum | Bild           |
| -------------- | ------------------------------------------------------------------------------------ | ----------------- | ------------- | ------------ | ----- | -------------- |
| Kirche St-Rémy | Chor aus dem 11. Jahrhundert, Kirchenschiff aus dem 13. Jahrhundert, 1842 verlängert | Rue du Bas (Lage) | PA00079130    | Inscrit      | 1928  | weitere Bilder |

## Liste der Objekte
| Bezeichnung               | Beschreibung                                             | Standort                     | Kennzeichnung | Schutzstatus | Datum | Bild |
| ------------------------- | -------------------------------------------------------- | ---------------------------- | ------------- | ------------ | ----- | ---- |
| Skulptur Madonna mit Kind | Kalkstein, farbig gefasst und vergoldet, 18. Jahrhundert | in der Kirche St-Rémy (Lage) | PM52001793    | Classé       | 1975  |      |